# Mount Shasta (ville)
Ne doit pas être confondu avec Mont Shasta.
Mount Shasta est une ville du comté de Siskiyou en Californie, aux États-Unis.
Elle est nommée d'après le mont Shasta.

## Démographie
| 1890 | 1910 | 1920 | 1930  | 1940  | 1950  |
| ---- | ---- | ---- | ----- | ----- | ----- |
| 556  | 636  | 542  | 1 009 | 1 618 | 1 909 |

| 1960  | 1970  | 1980  | 1990  | 2000  | 2010  |
| ----- | ----- | ----- | ----- | ----- | ----- |
| 1 936 | 2 256 | 2 837 | 3 460 | 3 621 | 3 394 |